# スタヴロポリス (小惑星)
スタヴロポリス（1147 Stavropolis）は、小惑星帯にある小惑星。グリゴリー・ネウイミンがシメイズ天文台で発見した。
北カフカース地方のスタヴロポリに因んで名付けられた。